# Qualifications à la Coupe d'Afrique des nations de football 2015, groupe B
Le groupe B des qualifications à la Coupe d'Afrique des nations de football 2015 est une compétition qualificative pour la phase finale de la Coupe d'Afrique des nations de football 2015, qui se déroule en janvier et février 2015 au Guinée équatoriale.

## Classement

### Groupe B
| Rang | Équipe   | Pts | J | G | N | P | Bp | Bc | Diff |  | Résultats (▼ dom., ► ext.) |     |     |     |     |
| ---- | -------- | --- | - | - | - | - | -- | -- | ---- |  | -------------------------- | --- | --- | --- | --- |
| 1    | Algérie  | 15  | 6 | 5 | 0 | 1 | 11 | 4  | +7   |  | Algérie                    |     | 1-0 | 3-0 | 3-1 |
| 2    | Mali     | 9   | 6 | 3 | 0 | 3 | 8  | 6  | +2   |  | Mali                       | 2-0 |     | 2-0 | 2-3 |
| 3    | Malawi   | 7   | 6 | 2 | 1 | 3 | 5  | 9  | -4   |  | Malawi                     | 0-2 | 2-0 |     | 3-2 |
| 4    | Éthiopie | 4   | 6 | 1 | 1 | 4 | 7  | 12 | -5   |  | Éthiopie                   | 1-2 | 0-2 | 0-0 |     |

## Résultats
| 1re journée                  | Éthiopie             | 1 - 2   | Algérie                   | Addis-Abeba Stadium, Addis-Abeba Éthiopie                      |                                                                |
| 6 septembre 2014 16h00 UTC+3 | Saladin 90+5e (pen.) | (0 - 1) | 35e Soudani · 83e Brahimi | Spectateurs : 35 000 Arbitrage : Bernard Camille ( Seychelles) | Spectateurs : 35 000 Arbitrage : Bernard Camille ( Seychelles) |

| 7 septembre 2014 | Mali                   | 2 - 0   | Malawi | Stade du 26 Mars, Bamako Mali                           |                                                         |
| 16h00 UTC+0      | Sako 52e · Diabaté 90e | (0 - 0) |        | Spectateurs : 26 000 Arbitrage : Joshua Amao ( Nigeria) | Spectateurs : 26 000 Arbitrage : Joshua Amao ( Nigeria) |

| 2e journée                    | Malawi                          | 3 - 2   | Éthiopie                 | Kamuzu Stadium, Blantyre Malawi                             |                                                             |
| 10 septembre 2014 14h30 UTC+2 | Nyondo 15e 69e · Banda (en) 65e | (1 - 1) | 45+1e Kebede · 87e Saleh | Spectateurs : 12 000 Arbitrage : El Fadil Mohamed ( Soudan) | Spectateurs : 12 000 Arbitrage : El Fadil Mohamed ( Soudan) |

| 10 septembre 2014 | Algérie     | 1 - 0   | Mali | Stade Mustapha Tchaker, Blida Algérie                    |                                                          |
| 20h30 UTC+1       | Medjani 82e | (0 - 0) |      | Spectateurs : 40 000 Arbitrage : Sidi Alioum ( Cameroun) | Spectateurs : 40 000 Arbitrage : Sidi Alioum ( Cameroun) |

| 3e journée                  | Malawi | 0 - 2   | Algérie                   | Kamuzu Stadium, Blantyre Malawi                                 |                                                                 |
| 11 octobre 2014 14h30 UTC+2 |        | (0 - 1) | 10e Halliche · 90e Mesbah | Spectateurs : 20 000 Arbitrage : Victor Gomes ( Afrique du Sud) | Spectateurs : 20 000 Arbitrage : Victor Gomes ( Afrique du Sud) |

| 11 octobre 2014 | Éthiopie | 0 - 2   | Mali                        | Addis-Abeba Stadium, Addis-Abeba Éthiopie                      |                                                                |
| 16h30 UTC+3     |          | (0 - 1) | 33e Diaby · 62e S. Yatabaré | Spectateurs : 26 000 Arbitrage : Mohamed Said Kordi ( Tunisie) | Spectateurs : 26 000 Arbitrage : Mohamed Said Kordi ( Tunisie) |

| 4e journée                  | Mali                       | 2 - 3   | Éthiopie                                | Stade du 26 Mars, Bamako Mali                                      |                                                                    |
| 15 octobre 2014 18h00 UTC+0 | Sako 31e · M. Yatabaré 68e | (1 - 2) | 36e Oukri · 45+4e Kebede · 90+1e Butako | Spectateurs : 39 000 Arbitrage : Hamada Nampiandraza ( Madagascar) | Spectateurs : 39 000 Arbitrage : Hamada Nampiandraza ( Madagascar) |

| 15 octobre 2014 | Algérie                                | 3 - 0   | Malawi | Stade Mustapha Tchaker, Blida Algérie                       |                                                             |
| 20h30 UTC+3     | Brahimi 1re · Mahrez 45e · Slimani 55e | (2 - 0) |        | Spectateurs : 40 000 Arbitrage : El Fadil Mohamed ( Soudan) | Spectateurs : 40 000 Arbitrage : El Fadil Mohamed ( Soudan) |

| 5e journée                   | Malawi                     | 2 - 0   | Mali | Kamuzu Stadium, Blantyre Malawi                           |                                                           |
| 15 novembre 2014 14h30 UTC+2 | Ng'ambi 64e · Kanyenda 85e | (0 - 0) |      | Spectateurs : 20 000 Arbitrage : Hudu Munyemana ( Rwanda) | Spectateurs : 20 000 Arbitrage : Hudu Munyemana ( Rwanda) |

| 15 novembre 2014 | Algérie                                 | 3 - 1   | Éthiopie  | Stade Mustapha Tchaker, Blida Algérie                         |                                                               |
| 20h30 UTC+1      | Feghouli 32e · Mahrez 40e · Brahimi 44e | (1 - 1) | 21e Oukri | Spectateurs : 40 000 Arbitrage : Ali Lemghaifry ( Mauritanie) | Spectateurs : 40 000 Arbitrage : Ali Lemghaifry ( Mauritanie) |

| 6e journée                   | Mali                               | 2 - 0   | Algérie | Stade du 26 Mars, Bamako Mali                            |                                                          |
| 19 novembre 2014 16h00 UTC+0 | Keita 28e (pen.) · M. Yatabaré 51e | (1 - 0) |         | Spectateurs : 26 000 Arbitrage : Joseph Lamptey ( Ghana) | Spectateurs : 26 000 Arbitrage : Joseph Lamptey ( Ghana) |

| 19 novembre 2014 | Éthiopie | 0 - 0   | Malawi | Addis-Abeba Stadium, Addis-Abeba Éthiopie                |                                                          |
| 19h00 UTC+3      |          | (0 - 0) |        | Spectateurs : 20 000 Arbitrage : Rédouane Jiyed ( Maroc) | Spectateurs : 20 000 Arbitrage : Rédouane Jiyed ( Maroc) |

## Liste des buteurs
3 buts
- Yacine Brahimi

2 buts
- Riyad Mahrez
- Bakary Sako
- Mustapha Yatabaré
- Atusaye Nyondo
- Getaneh Kebede
- Oumed Oukri

1 but
- El Arabi Hillel Soudani
- Carl Medjani
- Rafik Halliche
- Djamel Mesbah
- Sofiane Feghouli
- Cheick Diabaté
- Abdoulaye Diaby
- Sambou Yatabaré
- Seydou Keita
- Frank Banda (en)
- Robert Ng'ambi
- Essau Kanyenda
- Saladin Said
- Yussuf Saleh
- Abebaw Butako